# De liefde van de man gaat door de maag (single)
De liefde van de man gaat door de maag is een single van de Nederlandse zangeres Ria Valk uit 1974. Het stond in 1975 als eerst track op het gelijknamige album.

## Achtergrond
De liefde van de man gaat door de maag is geschreven door Marijke Philips en Wiebe Cnossen en geproduceerd door Peter Koelewijn. Het is een carnavalskraker waarin de zangeres vertelt over het gelijk als de titel luidende spreekwoord, wat betekent dat je een man kan verleiden met je kookkunsten. De zangeres pakt het echter anders aan; ze legt verschillende etenswaren op haar lichaam. Het lied staat ook bekend onder een gedeelte van de eerste regel van het refrein: "worstjes op m'n borstjes". Ria Valk vertelde over het nummer dat het recept voor de makkelijke meezinger een zo kort mogelijk refrein, dat het makkelijk rijmt en dat het grappig is, is.
Het lied is geen origineel. Het lied was eerder in Vrouwencabaret van Natascha Emanuels bekend onder de titel De liefde van de cabarettier. Philips schreef het nummer dan ook niet voor Valk; zo werd het voordat Valk het zong ook opgenomen door Emanuels zelf.
De B-kant van de single is Dat is zo'n dame die zich moet schamen, geschreven door Peter Koelewijn en als zesde track op hetzelfde album te vinden.

## Hitnoteringen
Het lied was zowel in Nederland als in België een groot succes. In zowel de Nederlandse Top 40 als de Vlaamse Ultratop 50 kwam het tot de tweede plaats. Het stond acht weken in de Top 40 en een weekje langer in de Ultratop 50. In de Nederlandse Nationale Hitparade piekte het op de vierde plaats in de zes weken dat het in deze hitlijst te vinden was. 